# Nanjiangkou
Nanjiangkou är en köping i sydöstra Kina. Den ligger i Yunan härad i staden Yunfu i provinsen Guangdong, omkring 150 kilometer väster om provinshuvudstaden Guangzhou. Antalet invånare är 27 484. Befolkningen består av 12 926 kvinnor och 14 558 män. Barn under 15 år utgör 20,0 %, vuxna 15-64 år 68 %, och äldre över 65 år 10,0 %.